# Sylvius von Pückler-Burghauss
Sylvius Heinrich Gustav Erdmann Graf von Pückler-Burghauss, Freiherr von Groditz (* 3. September 1889 in Friedland, Oberschlesien; † 19. September 1979 in Wiesbaden) war ein deutscher Großgrundbesitzer, paramilitärischer Aktivist und Offizier.

## Leben und Tätigkeit
Pückler war ein Sohn des Friedrich von Pückler-Burghauss (1849–1920) und seiner Ehefrau Ella, geb. Gräfin von Köppen (1862–1899). Sein älterer Bruder war der spätere SS-Gruppenführer Generalleutnant der Waffen-SS Carl Friedrich von Pückler-Burghauss. Am 15. Mai 1925 wurde Pückler von seinem Onkel, dem Diplomaten Carl Erdmann Graf von Pückler adoptiert.
Nach dem Schulbesuch trat Pückler am 25. Juni 1909 in die preußische Armee ein. Er wurde dem Leib-Kürassier-Regiment „Großer Kurfürst“ Nr. 1 zugeteilt. 1911 wurde er mit Patent vom 25. Juni 1909 zum Leutnant befördert.
Von 1914 bis 1918 nahm Pückler am Ersten Weltkrieg teil. Während des Krieges wurde er zum Oberleutnant (18. Juni 1915) und Rittmeister (15. Juli 1918) befördert. Mindestens einmal, im Sommer 1918 wurde er leicht verwundet. Außerdem erhielt er diverse Kriegsorden (u. a. das Eisernen Kreuz beider Klassen u. den Türkischen Eisernen Halbmond).
Nach dem Ausscheiden aus dem Militärdienst wurde Pückler Nacherbe und teils Verwalter der im Besitz seines Onkels befindlichen Rittergütern Oberweistritz und Burkersdorf im schlesischen Kreis Schweidnitz.
In den Jahren 1920 bis 1922 war Pückler in führender Stellung im „Oberschlesischen Selbstschutz“ aktiv, einer paramilitärischen Organisation, die sich in der Nachkriegszeit der Sicherung der schlesischen Grenze gegen von der lokalen Bevölkerung befürchtete polnische Übergriffe widmete.
Seit 1923 engagierte sich Pückler in der Veteranenorganisation „Stahlhelm“, die sich in den folgenden Jahren immer mehr zu einem Wehrverband entwickelte. Politisch war Pückler in der Zeit der Weimarer Republik in der Deutschnationalen Volkspartei (DNVP) organisiert. 1928 gründete er zusammen mit Fritz Günther von Tschirschky die Schlesische Herrengesellschaft. Am 27. April 1933 übernahm Pückler die Führung des Landesverbandes Schlesien des Stahlhelms.
Nach der Eingliederung des Stahlhelms in die SA im Herbst 1933 wurde P. offiziell zum 20. November 1933 in die SA übernommen. In dieser fungierte er fortan als Landesführer der SA-Reserve I (in welche Teile des Stahlhelms überführt worden waren) für das Gebiet Schlesien. Am 1. Dezember 1933 wurde er vom schlesischen SA-Kommandeur Edmund Heines als SA-Führer vereidigt.
Vom 1. März 1934 bis zum 9. Mai 1935 amtierte Pückler auf Verfügung der Obersten SA-Führung (OSAF) hin als beauftragter Führer der SA-Reserve I-Brigade Schlesien. Gleichzeitig mit seiner Ernennung auf diesen Posten wurde er am 27. März 1934 (mit Wirkung zum 1. März 1934) in den Rang eines SA-Oberführers befördert.
Während der Vorgänge vom 30. Juni 1934 (Röhm-Putsch) war Pückler von Breslau abwesend: Er hielt sich an diesem Tag in Berlin auf und kehrte erst am Abend, nachdem die Maßnahmen der SS und Polizei gegen die schlesische SA bereits weitgehend abgeschlossen waren, nach Breslau zurück.
Zum 18. Juni 1936 schied Pückler aufgrund seines Übertritts in die Wehrmacht aus der SA aus. In der Armee wurde er zum Major (1. August 1937) und während des Zweiten Weltkriegs zum Oberst (1. November 1942) befördert. Während des Krieges war Pückler im Oberkommando des Heeres tätig.
1943, nach dem Tod des Onkels, wurde Pückler Gutsbesitzer. Das Gut Ober Weistritz wies Ende der 1930er Jahre 802 ha Gesamtfläche aus.

## Ehe und Nachkommen
Pückler war seit dem 28. Februar 1927 verheiratet mit Alice (Alix) Helene Ella Karoline Eugenie Freiin von Richthofen (* 24. November 1905; † 4. Januar 1969 in Hannover). Sie war eine Tochter von Wilhelm Graf von Richthofen-Seichau (1873–1922) und dessen Ehefrau Alice von Dirksen (1883–1906).
Aus der Ehe gingen vier Kinder hervor:
- Christoph-Erdmann Graf von Pückler (* 23. Juni 1928 in Breslau; † 27. März 1971 in Immenstaad-Hardthof)
- Sylvia Gräfin von Pückler (* 16. Mai 1930 in Burkersdorf; † 15. März 2013 in Münster) ⚭ am 7. August 1950 in Burgsteinfurt mit Christian Fürst zu Bentheim und Steinfurt (* 1923)
- Feodora Gräfin von Pückler (* 26. November 1931 in Burkersdorf) ⚭ Heinrich Enzio Prinz Reuß, Graf von Plauen (* 1922; † 2000)
- Carl-Herbert Graf von Pückler (* 13. August 1944 in Liegnitz).

## Beförderungen
- 18. Juni 1915: Oberleutnant
- 15. Juli 1918: Rittmeister
- 1. August 1937: Major
- 1. November 1942: Oberst

## Archivarische Überlieferung
Im Bundesarchiv-Militärarchiv wird eine Militärpersonalakte zu Pückler aus der Zeit des Zweiten Weltkriegs verwahrt (PERS 6/9283). Im Bundesarchiv-Berlin befindet sich im Bestand des ehemaligen Berlin Document Center eine SA-Personalakte zu Pückler. Und in der Bayreuther Abteilung des Bundesarchivs liegt eine Akte der Lastenausgleichsbehörde aus den 1950er Jahren über die Reparationsleistungen, die Pückler für seinen im Zuge des Verlustes der deutschen Ostprovinzen nach dem Zweiten Weltkrieg enteigneten landwirtschaftlichen Besitz in Schlesien (ZLA 1/13398493).